# Plesiobracon vierecki
Plesiobracon vierecki är en stekelart som först beskrevs av Embrik Strand 1912.  Plesiobracon vierecki ingår i släktet Plesiobracon och familjen bracksteklar. Inga underarter finns listade i Catalogue of Life.